# 파울 비트겐슈타인

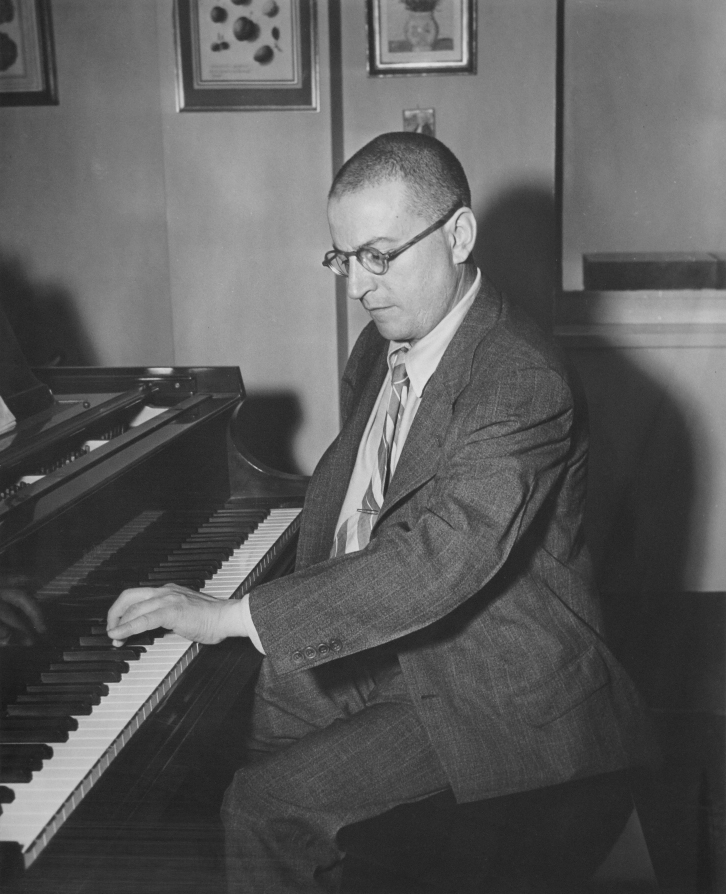
파울 비트겐슈타인

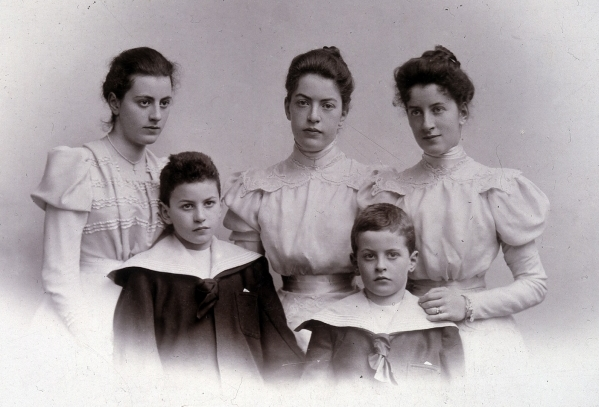
비트겐슈타인 형제들.
헤르미네 (왼쪽 위),
헬렌 (중앙 위),
마가렛 (오른쪽 위),
파울 (왼쪽 아래),
루트비히 (오른쪽 아래)

파울 비트겐슈타인(Paul Wittgenstein, 1887년 11월 5일 ~ 1961년 3월 3일)은 오스트리아 태생의 피아니스트이다. 제1차 세계 대전 때 오른팔을 잃었지만, 많은 작곡가들에게 곡을 위촉하여 왼팔만으로 공연을 했다.
비트겐슈타인은 빈에서 카를 비트겐슈타인과 레오폴디네 칼무스의 아들로 태어났다. 2년 후에는 나중에 철학자가 되는 그의 막내동생 루트비히 비트겐슈타인이 태어난다. 비트겐슈타인의 집에는 요하네스 브람스, 구스타프 말러, 리하르트 슈트라우스 등 많은 작곡가들이 찾아왔는데, 이들은 어린 파울과 함께 이중주를 연주하곤 했다.
그는 폴란드의 거장 테오도르 레셰티츠키에게 피아노를 배웠다. 1913년에 데뷔했고, 호평을 받았다. 제1차 세계 대전이 발발하자 그는 기병대 소위로 참전했다. 폴란드에서 정찰 임무 수행 중 벌어진 전투에서 부상을 당하여 오른팔을 절단하는 수술을 받아야만 했다. 이 때 임무 수행의 공로로 여러개의 훈장을 받았지만 오스트리아군의 패배로 그는 시베리아 포로수용소에 수용된다. 포로 생활 도중 그는 왼손만으로 피아니스트 생활을 계속하기로 결심했고, 나무 상자위에 손가락을 두드리며 상상속으로 연주했다. 중립국으로서 포로들의 환경을 감시하던 덴마크 외교관이 그 모습을 보고 포로 생활 중에서도 피아노 연습을 할 수 있게 배려해준다.
전쟁이 끝난 후 비트겐슈타인은 그의 스승 Josef Labor와 함께 피아노 작품을 왼손만으로 칠 수 있도록 편곡했다. 그는 공연을 하기 시작했고 많이 알려지게 되자 유명한 작곡가들에게 왼손만으로 된 곡을 부탁했다. 벤저민 브리튼, 리하르트 슈트라우스, 에리히 볼프강 코른골트, 파울 힌데미트와 같은 작곡가들이 그를 위한 곡을 썼다. 모리스 라벨은 왼손을 위한 피아노 협주곡을 썼는데, 비트겐슈타인은 특히 그 곡으로 유명해지게 되었다. 세르게이 프로코피예프도 그를 위한 협주곡을 썼지만, 비트겐슈타인을 그 작품을 좋아하지 않아서 공개적으로 연주하지는 않았다.
비트겐슈타인이 위촉한 작품 중 다수는 레온 플라이셔와 같이 오른손을 못 쓰게 된 피아니스트는 물론 두 손이 멀쩡한 피아니스트에 의해서 지금도 연주되고 있다.
그의 집안은 원래 유대인이었으나 아버지 쪽은 세 세대 전에, 어머니 쪽은 두 세대 전에 기독교로 개종했다. 나치 독일이 오스트리아를 합병하고 나서 비트겐슈타인은 그의 두 누나들에게 빈을 떠나자고 말했지만, 그들은 그것을 받아들이지 않았다. 루트비히 비트겐슈타인은 그보다 몇 년 전부터 영국에 살고 있었다. 파울 비트겐슈타인은 나치에 의해 연주 활동을 할 수 없었고, 결국 1938년에 미국으로 떠났다. 그 뒤로도 계속 그는 루트비히와 함께 오스트리아에 남은 가족이 유대인이 아니라는 것을 법적으로 입증하기 위해 노력했다.
파울 비트겐슈타인은 1946년에 미국 시민이 되었고 미국에서 여생을 피아노를 가르치며 살았다. 1961년에 뉴욕에서 죽었다.